# Mopalia cirrata
Mopalia cirrata är en blötdjursart som beskrevs av Berry 1919. Mopalia cirrata ingår i släktet Mopalia och familjen Mopaliidae. Inga underarter finns listade i Catalogue of Life.